# 우리가 사랑한 순간들
《우리가 사랑한 순간들》은 JTV MAGIC FM(전주, 익산, 군산, 김제, 남원, 정읍, 순창, 고창, 무주, 부안, 완주, 임실, 장수, 진안 FM 90.1MHz)에서 매주 월요일부터 토요일 오후 4시에 방송 중인 전북 지역 라디오 음악 프로그램이다.

## DJ
- 1대 : 노소정 前 아나운서
- 2대 : 봉준일